# Dagoberto Godoy
Dagoberto Godoy Fuentealba (Temuco, 22 de julio de 1893-Santiago, 8 de septiembre de 1960) fue un militar y aviador chileno, el primero que sobrevoló la cordillera de los Andes a la altura de Tupungato.

## Biografía
Hijo de Abraham Godoy Mardones y Clotilde Fuentealba. Estudió en el actual Colegio De La Salle de Temuco. Se traslada a Santiago en 1910 e ingresa a la Escuela Militar. Egresa como oficial del arma de Ingenieros en 1914, siendo destinado al Regimiento de Ferrocarriles.
En 1916 es transferido a la Escuela de Aeronáutica Militar con el rango de teniente primero del Ejército.
A las 5:30 de la mañana del 12 de diciembre de 1918, Godoy sube a su Bristol Le Rhone N.º 4988 de 110 HP y despega desde la base aérea El Bosque, al sur de Santiago. Luego de sobrevolar por dos horas la cordillera de los Andes a una altitud de 6300 metros, aterriza en Lagunitas, cerca de Mendoza, Argentina: es el primer vuelo de un aeroplano por sobre la Cordillera de Los Andes.
En 1919, Godoy se convierte en capitán. Deja el ejército el 15 de julio de 1924.
En 1925 contrae matrimonio con Ernestina Lisboa Uribe, con quien tendría seis hijos.
Por Decreto N.º 6324, del 11 de abril de 1956, fechado en Buenos Aires, el poder Ejecutivo Nacional de la República Argentina le concedió el título de aviador militar honoris causa, por haber sido el primer aviador chileno que efectuó el cruce de la cordillera de los Andes por su parte más alta.
Por Ley N.º 12 537, del 11 de septiembre de 1957, la Fuerza Aérea de Chile, le concede el grado de general de brigada aérea.
Dagoberto Godoy fallece en Santiago el 8 de septiembre de 1960, a los 67 años. Ignacio Alonso Máximo Vicente Tomas Jeremías Martín y Cristóbal 